# Oplostomus nigerrimus
Oplostomus nigerrimus är en skalbaggsart som beskrevs av Waterhouse 1898. Oplostomus nigerrimus ingår i släktet Oplostomus och familjen Cetoniidae. Inga underarter finns listade i Catalogue of Life.